# Wattentalstraße
De Wattentalstraße (L339) is een 4,69 kilometer lange Landesstraße (lokale weg) in het district Innsbruck Land in de Oostenrijkse deelstaat Tirol. De weg is een zijweg van de Tiroler Straße (B171) en begint in Wattens (564 m.ü.A.) en zorgt voor een verbinding met Wattenberg (1050 m.ü.A.) in het Wattental.